# K.S. Rhoads
K.S. Rhoads (англ. Kevin S. Rhoads; род. 7 августа 1976 года в Тусоне) — американский музыкант, композитор и музыкальный продюсер. Его музыка охватывает несколько жанров, включая альтернативный рок, и поп музыку.

## Биография
Роудс родился в Тусоне, штат Аризона, был младшим из двух сыновей в семье. Вскоре после его рождения он вместе с семьёй переезжает в Денвер столицу штата Колорадо. В возрасте 15 лет начал заниматься музыкой, учась играть на барабанах и фортепиано. В 9 классе стал записывать собственные песни. Окончив школу в 1994 переехал в Форт-Уэрт, штат Техас. Там он учился в Техасской вечерней школе. Окончив вечерней школу, получил степень бакалавра искусств. В 2001 Кевин переехал в Нэшвилл, но его первый альбом вышел только в 2007 записанный совместно с продюсерами Робином Итоном и Лиджом Шоу.

## Музыкальная карьера
Альбом вышедший в 2007 год получил положительные отзывы от критиков. Музыкальный продюсер Роджер Уотерс говорил про K.S. Rhoads «У певца есть перфекционизм и талант». Он ездил на гастроли вместе с музыкантами Марком Бруссором, Ари Хестом, Баттерфлай Буше и Эрин Маккарли. В январе 2010 он выступал с концертом на Американском обществе композиторов, авторов и издателей и на кинофестивале Сандэнс, и в SXSW городе Остине, столице штата Техас. 5 марта 2013 он выпустил второй альбом «The Wilderness». На MTV две его песни стали саундтреком к фильму C.S.I.: Место преступления Майами и «World of Jenks». K.S. Rhoads на некоторых концертах приглашают играть на пианино, также занимает должность заместителя директора в Universal Artist. С Маккарли он выступал на The Tonight Show, был на программах Позднее шоу с Дэвидом Леттерманом и позднем шоу с Крейгом Фергюсоном. R.S. Rhoads сотрудничал со многими музыкантами и группами в их число входят Крис Айзек, Дэвид Грэй, Рэй Ламонтанье, Gusten, Бретт Деннен, Джефф Бек, Паоло Нутини и Джеймс Моррисон. Про K.S. Rhoads и группу Ten Out of Tenn был снят документальный фильм «Any Day Now», режиссёра Джеффа Уэлса. Фильм занял второе место на кинофестивале в Нэшвилле.
22 января 2014 он совместно с Крисом Алленом записал песню для нового альбома Криса, которую спродюсировал Charlie Peacock.
Песня «Because You Are Who You Are» её он исполнил на программе Sports Sports Outboor в 2015 году, и для рекламы в честь Дня Матери в 2016.